# 多項式の根
数学における多項式 P(X) の根（こん、英: root）は、P(α) = 0 を満たす値 α を言う。すなわち、根は未知数 x の多項式方程式 P(x) = 0 の解であり、また対応する多項式函数の零点である。例えば、多項式 X2 − X の根は 0 および 1 となる。
ある体に係数を持つ非零多項式は、「より大きい」体の中にしか根を持たないこともあるが、根の数はその多項式の次数より多くなることはない。例えば X2 − 2 は次数 2 で有理数係数だが、有理根を持たず、二つの根を実数体 R に（したがって 複素数体 C の中に）おいて持つ。ダランベール–ガウスの定理は次数 n の任意の複素係数多項式が（必ずしも異ならない）n 個の根を持つことを述べるものである。
多項式の根の概念は、多変数多項式の零点の概念に一般化される。

## 定義
以下、不定元 X に関する多項式 P(X) は適当な体あるいはより一般に可換環 A に係数を持つものとする（実際に現れる係数はしたがってその適当な部分環に属している）。
定義 (多項式の根)多項式 P の A における根とは、A の元 α であって、不定元 X にその値 α を代入するとき、P(α) が A において零元となるものを言う。
したがって、多項式 X2 – 2 は、有理数体 Q に（また R または C に）係数を持ち、有理数体 Q における根は持たないが R に（したがって C に）二つの根（つまり、2の平方根 {\textstyle {\sqrt {2}}} と {\textstyle -{\sqrt {2}}}）を持つ。実際、この多項式の不定元 X に {\textstyle {\sqrt {2}}} または {\textstyle -{\sqrt {2}}} を代入すれば 0 になる。
語源「根」という語は gizr のチェスターのロバートとクレモナのジェラルドによるラテン翻訳に由来する。用語 gizr は根を意味し、ラテン語に訳せば radix である。用語 gizr は8世紀ペルシアの数学者アル゠フワーリズミにより、はじめて二次方程式の実根の包括的な計算を扱った著作 Kitâb al-jabr wa al-muqâbala で用いられた。
別定義 (多項式の根)
多項式 P の A における根とは、A の元 α であって、二項式 X − α が P を（A[X] において）割り切るものを言う。
上と同じ例では等式 {\textstyle X^{2}-2=(X-{\sqrt {2}})(X-(-{\sqrt {2}}))} が実際 {\textstyle {\sqrt {2}},-{\sqrt {2}}} がこの意味での二根であることを示す式になっている。
この二種類の定義の同値性は因数定理によって正当化できるが、次の節の帰結としても出る。

### 関連する定義
多項式 X – α がモニック であるという単純な事実により—A が整域でなくとも—以下の概念が定義できる:
定義 (根の重複度, 重根)
非零多項式 P と任意の α ∈ A に対し
- P(X) を (X – α)m が割り切るような最大の整数 m を P に関する α の位数または重複度と呼ぶ。
- この整数 m は P(X) = (X – α)mQ(X) かつ Q(α) ≠ 0 なる多項式 Q の存在によって特徴付けられる。
- m = 1 となるとき α を P の単根と言い、m > 1 のとき重根という。

多項式 X2 – 2 は分離多項式（つまり重根を持たない）であり、以下に述べる意味で R において分解する:
定義 (多項式の分解)
多項式 P が体 L に係数を持つ一次式の積に表されるとき、多項式 P は L において分解すると言う。
このとき最高次係数もこれら一次式の最高次係数に因数分解できるから、したがって分解の定義を「L[X] において P が定数と一次のモニック多項式からなる積に表されるとき」と言っても同じことである。このような分解は一意である: これら一次モニック多項式の各定数項は P の L における根の反数に等しく、またその根の位数が m ならその一次因子は m 回繰り返し現れる。したがって、それら因子の数は P の次数に等しい。

## 根の存在
命題 (中間値の定理の系)奇数次の実係数多項式は少なくとも一つ実根を持つ
以下、K は可換体、P は K に係数を持つ一不定元多項式とする。体 K の拡大体とは K を部分体として含む体をいう（例えば R および C は Q の拡大である）。
さて L1 および L2 が P を分解する K の二つの拡大であるとき、L1 の元としての P の根と L2 の元としての P の根は「同じ」ものなのかという問いが自然に生じてくる。これには以下のような同値性が存在する: P の根をすべて含む L1 の部分拡大（P の（最小）分解体と呼ばれる）および L2 の同様の部分拡大が存在して、これら二つの K の部分拡大は一致する。例として、K = Q, P = X2 – 2 とすれば、P の分解体は a + b√2 (a, b は有理数) なる形の数全体の成す集合である。この集合は（一意でない体の同型により）実数体 R および代数的数体 Q の一意な部分体として同一視できる。したがって、根の対 {\textstyle {{\sqrt {2}},-{\sqrt {2}}}} を R に埋め込んだものは Q に埋め込んだものと同じものと考えることができる。
定理 (根の存在)
P が L において分解する最小の K の拡大体 L は、同型を除いて一意に存在する。この拡大体 L を P に対する K 上の分解体と呼ぶ。
多項式 P を分解する体 L に対し、ほかの K-係数多項式が L において分解するとは限らないし、より強く L-係数多項式は L において分解するとは限らない。体 L が代数閉とは、任意の L-係数多項式が L において分解するときに言う。
定理 (代数閉包の存在)
K の最小の代数閉拡大体 L は、同型を除き一意に存在する。この体 L を K の代数閉包と呼ぶ。
体 C は代数閉である（これをダランベール–ガウスの定理という）。R の代数閉包は C であり、また Q の代数閉包は C の部分体 Q である。

## 根の重複度の微分による判定
定理
A を可換環、P を A-係数多項式とし、α は P の位数 m の根とする:
- α は P の導多項式 P′ の位数が少なくとも m – 1 の根で、m が A において消約可能ならば位数はちょうど m − 1 になる。
- α は P, P′, P″, …, P(m–1) の根になる。
- 階乗 m! が A で消約可能ならば α は P(m) の根にはならない。

特に:
- P の根が重根となるための必要十分条件は P′ の根にもなることである。
- A が標数 0 の体ならば、α が P の m-位の根となるための必要十分条件は P(α) = P′(α) = P″(α) = ⋯ = P(r–1)(α) = 0 かつ P(r)(α) ≠ 0 となることである。

正標数 p の場合には、この最後の判定法は適用できない。実際、例えば Xp の導多項式は零多項式となる。

## 根の計算
多項式の根の計算にミューラー法が利用できる。多項式 P をラグランジュ補間により二次多項式 {\textstyle a_{2}x^{2}+b_{2}x+c_{2}} で補間する。P の補間式の係数を、三点 x1, x2, x3 で評価して求めれば:
- {\displaystyle a_{2}={\frac {P[x_{0},x_{1}]-P[x_{1},x_{2}]}{x_{0}-x_{2}}}=P[x_{0},x_{1},x_{2}]}
- {\displaystyle b_{2}=P[x_{1},x_{2}]-a_{2}\times (x_{1}+x_{2})}
- {\displaystyle c_{2}=P(x_{2})-a_{2}\times x_{2}^{2}-b_{2}\times x_{2}}

となる。ただし、
{\displaystyle f[u,v]={\frac {f(u)-f(v)}{u-v}}}
は差商である。
しかし、この近似多項式を使うことは、この多項式の根の選択に問題を生じる。そこでミュラーは同じ多項式を、根に収束する xn に対する
{\displaystyle a_{n}(x-x_{n})^{2}+b_{n}(x-x_{n})+c_{n}}
の形で用いることを考えた。このアルゴリズムを詳しく書けば、xn を複素数として、各係数は
- {\displaystyle a_{n}=P[x_{n-2},x_{n-1},x_{n}]}
- {\displaystyle b_{n}=P[x_{n-1},x_{n}]-a_{n}\times (x_{n-1}-x_{n})}
- {\displaystyle c_{n}=P(x_{n})}

で与えられる。この方法は自己収束的、すなわち根の計算は徐々に精度を上げる。そこで n = 2, x0 = −1, x1 = 0, x2 = 1 を初期値とすると、考えてる多項式が xn で消えていない限り、n + 1 回目の反復で
- {\displaystyle r={\sqrt {b_{n}^{2}-4a_{n}c_{n}}}} または {\textstyle b_{n}^{2}-4a_{n}c_{n}} が負または複素数
  - {\displaystyle d={\begin{cases}{\dfrac {-2c_{n}}{b_{n}-r}}&(|b_{n}+r|<|b_{n}-r|)\\[5pt]{\dfrac {-2c_{n}}{b_{n}+r}}&{\text{otherwise}}\end{cases}}}
- {\displaystyle x_{n+1}=x_{n}+d}

となる。最終的に xn は零点に到達する。

## 注